# Бертков
Бертков (нем. Bertkow) — община в Германии, в земле Саксония-Анхальт. 
Входит в состав района Штендаль. Подчиняется управлению Арнебург-Гольдбек.  Население составляет 319 человек (на 31 декабря 2006 года). Занимает площадь 12,56 км².